# Jutta Lindert
Jutta Ursula Lindert (* 1958 in Bielefeld, geborene Riepe) ist eine deutsche Gesundheitswissenschaftlerin.

## Leben
Jutta Lindert studierte von 1978 bis 1983 Germanistik und Hispanistik an der Johannes Gutenberg-Universität Mainz mit dem Schwerpunkt Poesie und Literatur über Krieg und Genozid. Im Jahre 2000 nahm sie ein Studium der Public Health an der Universität Ulm auf, dass sie in den Jahren 2003 bis 2005 in Mainz beendete. Vor ihrer Ernennung zur Professorin für Public Health arbeitete sie an verschiedenen Universitäten in Großbritannien (Queen Mary und Barts and The London School of Medicine and Dentistry in London) und in Deutschland (unter anderem an der Evangelischen Hochschule Ludwigsburg, Universität Bielefeld und der Universität Mainz). Seit 2013 ist sie Professorin im Fachbereich Soziale Arbeit und Gesundheit an der Hochschule Emden/Leer. Ihre Hauptforschungsinteressen liegen im Bereich Public Health, Lebenslaufepidemiologie sowie Gewalt und Gesundheit.

## Mitgliedschaften
Jutta Lindert ist Präsidentin der Sektion Public Mental Health der European Association of Mental Health und Sektionsleiterin der Sektion Lehre von Public Health in Deutschland der Deutschen Gesellschaft für Sozialmedizin und Prävention (DGSMP). 2021 ernannte sie die Weltgesundheitsorganisation (WHO) zur Beraterin im Themenbereich „Mental Health & Covid-19“. Dem internationalen Gremium gehören rund 20 Mitglieder aus Europa an. Lindert ist derzeit die einzige Vertreterin aus Deutschland.